# Sogatella kolophon
Espèce
Synonymes
- Delphax kolophon Kirkaldy, 1907 - protonyme[1]

Sogatella kolophon est une espèce d'insectes hémiptères de la famille des Delphacidae, décrite par Kirkaldy en 1907, et observée en Afrique, en Australie, dans les Caraïbes, en Amérique centrale, en Amérique du Nord, en Amérique du sud, en Asie du sud et en Océanie.

## Liste des sous-espèces
Selon Catalogue of Life (21 août 2019) :
- sous-espèce Sogatella kolophon atlantica (Fennah, 1963)
- sous-espèce Sogatella kolophon insularis ((Distant, 1917)
- sous-espèce Sogatella kolophon meridiana ((Beamer, 1952)